# Achilles '29 in het seizoen 2018/19 (vrouwen)
Het seizoen 2018/2019 was het 3e jaar in het bestaan van de Groesbeekse vrouwenvoetbalclub Achilles '29. De club kwam uit in de Eredivisie en eindigde op de negende plaats. In het toernooi om de KNVB beker reikte de ploeg tot de kwartfinale. Hierin was AFC Ajax te sterk met 4–2. In april 2019 werd bekendgemaakt dat Achilles voor het nieuwe seizoen geen team zou inschrijven. Dit is gedaan in verband met de financiële problemen waar de gehele club mee te maken had.

## Wedstrijdstatistieken

### Eredivisie
|       | ADO Den Haag | AFC Ajax | VV Alkmaar | Excelsior/Barendrecht | sc Heerenveen | PEC Zwolle | PSV   | FC Twente |
| ----- | ------------ | -------- | ---------- | --------------------- | ------------- | ---------- | ----- | --------- |
| Thuis | 1 – 9        | 0 – 4    | 0 – 2      | 1 – 0                 | 2 – 6         | 3 – 2      | 1 – 9 | 0 – 8     |
| Uit   | 6 – 0        | 3 – 0    | 3 – 1      | 5 – 1                 | 6 – 0         | 10 – 0     | 5 – 0 | 4 – 0     |

#### Plaatseringsgroep 6–9
|       | VV Alkmaar | Excelsior/Barendrecht | sc Heerenveen |
| ----- | ---------- | --------------------- | ------------- |
| Thuis | 2 – 6      | 1 – 1                 | 2 – 6         |
| Uit   | 5 – 2      | 1 – 0                 | 6 – 0         |
|       | 1 – 4 (T)  | 5 – 0 (U)             | 12 – 0 (U)    |

### KNVB beker
| Achtste finale                          | RKVV DSS                                                                               | 1 – 2 (? – ?)    | Achilles '29                       |  |
| Plaats: Haarlem Pim Muliersportpark     | Onbekend                                                                               |                  | Danisha Bruins Glenda van Lieshout |  |
| Kwartfinale                             | AFC Ajax                                                                               | 4 – 2 (1 – 0)    | Achilles '29                       |  |
| Plaats: Amsterdam Sportpark De Toekomst | Linda Bakker 12' Kika van Es 52' Liza van der Most 85' Marjolijn van den Bighelaar 90' | Wedstrijdverslag | 56', 80' Sophie Cobussen           |  |

## Statistieken Achilles '29 2018/2019

### Eindstand Achilles '29 in de Nederlandse Eredivisie Vrouwen 2018 / 2019
| Stand | Gespeeld | Gewonnen | Gelijk | Verloren | Punten | Doelpunten voor | Doelpunten tegen | Gele kaarten | Rode kaarten |
| ----- | -------- | -------- | ------ | -------- | ------ | --------------- | ---------------- | ------------ | ------------ |
| 9e    | 16       | 2        | 0      | 14       | 6      | 10              | 82               | 11           | 1            |

### Eindstand Achilles '29 in de plaatseringsgroep 2018 / 2019
| Stand | Gespeeld | Gewonnen | Gelijk | Verloren | Punten | Doelpunten voor | Doelpunten tegen | Gele kaarten | Rode kaarten |
| ----- | -------- | -------- | ------ | -------- | ------ | --------------- | ---------------- | ------------ | ------------ |
| 9e    | 9        | 0        | 1      | 8        | 4      | 8               | 46               | 2            | 0            |

### Topscorers
| #      | Naam                | Goal |
| ------ | ------------------- | ---- |
| 1.     | Sophie Cobussen     | 8    |
| 2.     | Myrthe van der Laar | 2    |
| 2.     | Glenda van Lieshout | 2    |
| 3.     | Lisa Blankestein    | 1    |
| 3.     | Melissa Evers       | 1    |
| 3.     | Julia Ibes          | 1    |
| 3.     | Joy Kersten         | 1    |
| 3.     | Amber Mutsaers      | 1    |
| Totaal | Totaal              | 32   |

| #      | Naam                | Goal |
| ------ | ------------------- | ---- |
| 1.     | Sophie Cobussen     | 2    |
| 2.     | Danisha Bruins      | 1    |
| 2.     | Glenda van Lieshout | 1    |
| Totaal | Totaal              | 4    |

### Kaarten
| #      | Naam                 |    |
| ------ | -------------------- | -- |
| 1.     | Sophie Cobussen      | 3  |
| 2.     | Anouk Borgman        | 2  |
| 2.     | Melissa Evers        | 2  |
| 3.     | Fabiënne Aarts       | 1  |
| 3.     | Charel Hendriks      | 1  |
| 3.     | Julia Ibes           | 1  |
| 3.     | Demi ter Maat        | 1  |
| 3.     | Amber Mutsaers       | 1  |
| 3.     | Megan May Roemangoen | 1  |
| Totaal | Totaal               | 13 |

| #      | Naam           |   |
| ------ | -------------- | - |
| –      | Geen speelster | 0 |
| Totaal | Totaal         | 0 |

| #      | Naam        |   |
| ------ | ----------- | - |
| 1.     | Joy Kersten | 1 |
| Totaal | Totaal      | 1 |

## Voetnoten
Achilles '29 · 
ADO Den Haag · 
Ajax · 
VV Alkmaar · 
Excelsior/Barendrecht · 
sc Heerenveen · 
PEC Zwolle · 
PSV · 
FC Twente